# Лет изнад кукавичјег гнезда (представа)
Лет изнад кукавичјег гнезда је позоришна представа која се игра више деценија на сцени Београдског драмског позоришта и извођена је преко 200 пута.

## О представи
Роман Кена Кизија написан је 1962. године, а адаптација је написана од стране чувеног драмског писца Дејл Васерман. Прво премијерно извођење било је 1963. на Бродвеју с Кирком Дагласом у главној улози, а затим 2004. са Кристијаном Слејтером широм Северне Америке. С друге стране, филмска верзија из 1975. године (Лет изнад кукавичјег гнезда) била је велики успех и један од највећих филмова америчке кинематографије свих времена, освојила је Оскаре у неколико категорија (најбољи глумац, најбоља глумица, најбољи филм и најбоља режија). Српска премијера у БДП одиграна је 5. новембра 2005. године, а редитељ је Жанко Томић. Спој сатире и комедије је нешто што се везује за овај комад, а главни мотив је непрестана борба за слободу духа.
Тема дела 'Лет изнад кукавичјег гнезда' је заправо парабола о добру и злу. Начелник Бромден, дугогодишњи пацијент за кога се верује да је глув, прича причу о психијатријској установи коју води главна сестра Речид, за коју је везан ауторитет и поштовање свих пацијената. Заплет је добио свој заплет када у болницу стиже придошлица Мекмарфи), ситни преварант који се бори за слободу духа и мишљења. Његов менталитет боји дневну рутину болнице, а представа постаје једна од најпосећенијих на репертоару БДП-а.
Представа Београдског драмског позоришта "Лет изнад кукавичјег гнезда", са Драганом Бјелогрлићем у главној улози, одиграна је на Брионима у оквиру Летњег фестивала Ulysses, на тврђави Минор, 27. и 28. августа 2021. године. У оба дана било је више од 800 посетилаца који су аплаудирали екипи представе у амбијенту националног парка, јединственог по својој природи и атмосфери. Београдска публика гледала га је и на летњој сцени Београдског драмског позоришта БДП ГЛОБОС арена 23, 24, 25. и 26. септембра 2021. године.
Ова представа је ода слободи, те је главни лик бунтовник који се за њу и бори.

## Улоге
У представи учествују:

Редни П. Мекмарфи: ДРАГАН БЈЕЛОГРЛИЋ
Поглавица Бромден: СЛОБОДАН БОДА НИНКОВИЋ
Дејл Хардинг: МИЛАН ЧУЧИЛОВИЋ
Били Бибит: ДАНИЕЛ СИЧ
Чезвик: МИЛУТИН МИМА КАРАЏИЋ
Мартини: МЛАДЕН СОВИЉ
Скенлон: СРЂАН ДЕДИЋ/ЈОВО МАКСИЋ
Ракли: САВО РАДОВИЋ/МИЛОШ ПЕТРОВИЋ ТРОЈПЕЦ
Доктор Спиви: НЕНАД ГВОЗДЕНОВИЋ
Сестра Речид: МИЛИЦА ЗАРИЋ
Сестра Флин: ЈАНА МИЛОСАВЉЕВИЋ
Болничар Ворен: ВЛАДАН МИЛИЋ
Болничар Вилијамс: МИЛОШ ЛАЗАРОВ
Болничар Теркл: ЗОРАН ЂОРЂЕВИЋ
Кенди Стар: АНКА ГАЋЕША КОСТИЋ
Сандра: МАЈА РАНЂИЋ

ПРЕВОД: Ђорђе Кривокапић
РЕДИТЕЉ: Жанко Томић
СЦЕНОГРАФ: Зоран Ристић
КОСТИМОГРАФ: Јелисавета Татић Чутурило
КОМПОЗИТОР: Александар Симић
СЦЕНСКЕ БОРБЕ: Александар Тасковић
СПЕЦИЈАЛНИ ЕФЕКТИ: Томислав Маги
СТРУЧНИ САРАДНИК: Сандра Станковић, психотерапеут
ОРГАНИЗАТОР: Срђан Обреновић
ИНСПИЦИЈЕНТ И СУФЛЕР: Зорица Попов